# Nuup Kangerlua
Nuup Kangerlua (tidligere Godthåbsfjorden) er Vestgrønlands største fjordsystem. Dens største bredde er cirka 30 km og den længste fjordarms længde er 160 km fra indlandsisen til udmundingen i Labradorhavet. Der ligger adskillige øer i fjordsystemet, hvoraf Storø er den største.